# Михин, Николай Андрианович
Ми́хин Никола́й Андриа́нович (16 июля 1872, Чаусы — 21 ноября 1946, Москва) — советский учёный в области ветеринарной микробиологии, профессор (1919), доктор ветеринарных наук (1936). Известен как первый ректор Московского ветеринарного института, открыватель возбудителя лептоспироза сельскохозяйственных животных. Занимался разработкой методик приготовления ряда вакцин и сывороток. Его комплексный метод для борьбы с паратифом и колибактериозом телят широко применяется в ветеринарной практике. Один из методов ускоренной окраски мазков для обнаружения телец Бабеша — Негри назван его именем. Автор более 80 научных трудов по бактериологии и иммунологии.

## Биография
Родился в г. Чаусы, Могилёвская губерния. В 1896 окончил Дерптский (Юрьевский) ветеринарный институт и работал заведующим диагностическим отделением ветеринарной лаборатории МВД. С 1897 по 1900 годы работал участковым врачом в Херсонской губернии. С 1900 по 1909 годы проходил специализацию по бактериологии в Харьковском ветеринарном институте и продолжал работать ветеринарным врачом. С 1909 по 1919 годы проводил бактериологические исследования в Петербургской ветеринарно-бактериологической лаборатории МВД и ездил на практику за границу (Институт Р. Коха, Институт Л. Пастера и в одном из институтов Швейцарии), в дальнейшем был заведующий кафедрой микробиологии, а также преподавал в Варшавском ветеринарном институте. Был участником I-го и II-го Всероссийских съездов ветврачей. В 1917 году несколько месяцев (до победы Октябрьской социалистической революции) занимал должность начальника Ветеринарного управления МВД. С 1919 назначен первым ректором Московского ветеринарного института (находился в должности по 1922 год), в дальнейшем был заведующий кафедрой микробиологии. В 1925 году Н. А. Михин, будучи директором Московского ветеринарно-бактериологического института, помог К. И. Скрябину и нашёл место в институте для размещения гельминтологического отдела Московского ветеринарного института после того, как тот лишился своей территории. В 1926 году получил звание профессора.
Во время сталинских репрессий был необоснованно арестован 4 декабря 1930 и приговорен к 10 годам заключения в Карлаге. Ученый продолжал самоотверженно работать в ссылке, за что был досрочно освобожден.
С 1934 по 1936 годы Н. А. Михин был одновременно заведующим кафедрой микробиологии в Новочеркасском ветеринарном институте и микробиологическим отделением Азово-Черноморской краевой научно-исследовательской ветеринарной станции.
В 1936 году возвратился в Москву. В том же году Н. А. Михину была присвоена степень доктора ветеринарных наук без защиты диссертации. С 1936 года до конца своей жизни заведовал кафедрой микробиологии Московского ветеринарного института.
Был почетным участником Всесоюзной сельскохозяйственной выставки в 1939-1940 годах.
Умер в Москве 21 ноября 1946 года. Реабилитирован посмертно 28 апреля 1959 года.
Похоронен на Ваганьковском кладбище.

## Работа и исследования
Основные труды Н. А. Михина посвящены бактериологии и иммунологии. Исследовал лептоспироз, колибактериоз, бруцеллёз, сибирскую язву и др. В 1935 году открыл возбудителя лептоспироза крупного рогатого скота, тем самым верно идентифицировав саму болезнь, которая раннее в СССР часто ошибочно определялась как пироплазмоз. Разработал методику изготовления формолвакцины против паратифа телят, противоколибациллёзной сыворотки, комплексных антисывороток, а также методику гипериммунизации лошадей в целях ускорения изготовления сывороток против сибирской язвы.
Является автором первого в СССР учебника по частной микробиологии для ветеринарных вузов (1926), выдержавшего ряд изданий. Автор ряда брошюр по общей микробиологии, сибирской язве, бешенству и болезням молодняка.

## Книги
- Н. А. Михин, А. П. Беликов. «Отчет... о деятельности Ветеринарной бактериологической лаборатории Московского губернского земства». — Москва, 1916.
- Н. А. и Б. Н. Михины. «Болезнетворные микробы». — Москва: Моск. вет. ин-т Мастерские наглядных пособий. Производ. торг. отд. МОНО (тип. 1-й Серпуховск. рабочей артели печатников)., 1925. — 15 с.
- Н. А. Михин. «Курс частной микробиологии для ветеринарных врачей и студентов». — Москва–Ленинград: Ветеринарный фак-т. Моск. высш. зоотехнич. инст-та ( 1-я Образцовая тип.), 1926. — 386 с.
- Н. А. Михин. «Инфекционные заболевания молодняка крупного рогатого скота. 1. Паратиф. 2. Колибациллёз. 3. Гемморагич. септицемия. 4. Иктерогемоглобинурия. 5. Диплококковая инфекция.». — Москва: Животноводческий фак-т (стеклогр. ИЗПК)., 1937. — 65 с.
- Н. А. Михин, Н. И. Леонов. «Курс ветеринарной микробиологии». — Москва: Сельхозгиз, 1938. — 559 с.
- Н. А. Михин. «Главные заразные болезни молодняка крупного рогатого скота». — Москва: Сельхозгиз, 1938. — 559 с.
- Н. А. Михин. «Заразные болезни телят и борьба с ними». — Москва: Сельхозгиз, 1939. — 36 с.
- Н. А. Михин. «Инфекционные болезни молодняка сельскохозяйственных животных». — Москва: Сельхозгиз (Харьков), 1940. — 172 с.
- Н. А. Михин. «Сибирская язва человека и сельскохозяйственных животных». — Москва: Медгиз, 1942. — 100 с.
- Н. А. Михин, А. М. Петров, К. А. Котляр. «Болезни молодняка сельскохозяйственных животных». — Москва: Сельхозгиз, 1943. — 144 с.[12]

Соавтор:
- «Курс микробиологии инфекционных болезней сельскохозяйственных животных» / под ред. В. Г. Уварова. — Москва: типография «Красный пролетарий», 1931. — 214 с.[13]